# Церква святого Архистратига Михаїла (Срібне)
Церква святого Архистратига Михаїла — чинна дерев'яна церква, пам'ятка архітектури місцевого значення, у селі Срібне Дубенського району Рівненської області.

## Історія
Церква святого Архистратига Михаїла розташована при в'їзді в село, при головній дорозі, на рівнинній ділянці; поряд збудована нова мурована церква, яка перебрала на себе роль висотної домінанти поселення. За інформацією М. Теодоровича Михайлівська церква побудована в 1865 року коштом парафіян та інших жертводавців на місці попередньої, також дерев'яної, що була втрачена внаслідок пожежі у 1862 році. 
У 1900 році церкву відремонтовано. 

## Архітектура
Церква дерев'яна тризрубна, одноверха, з прибудованою до західного фасаду дзвіницею, крита бляхою. Нава гранчастої форми, що є досить рідкісним явищем для Волині, накрита наметовим верхом, увінчана цибулястою маківкою на сліпому  ліхтарі. З півночі та півдня до нави примикають невеликі приміщення з додатковими входами у будівлю. 
Гранчаста вівтарна частина накрита п'ятисхилим дахом. Зовні стіни захищені шалюванням з горизонтальних дощок. На фасаді церкви застосований виразний архітектурний прийом – прорізний орнаментальний декор, який, за словами місцевого священика, був влаштований у 1980-х рр. У 2016 році площини зовнішніх стін церкви були пофарбована у насичений блакитний колір, дрібний накладний декор виділений білим; покрівля даху влаштована з оцинкованої бляхи сірого кольору. 
Двоярусна дзвіниця «восьмерик на четверику» завершена наметом. 
У 2016 році ГО "Інститут українського модернізму" відзначила настоятеля парафії протоієрея Андрія Царука за збереження архітектурної автентичності церкви.

## Див.також
- Церква Св. Арх. Михайла 1865, ХІХ ст. «Дерев'яні Церкви Західної України»
- Церква святого Архистратига Михаїла Мапа спадщини дерев'яного церковного зодчества Рівненської області.